# Cohong
El Cohong, a veces escrito kehang o gonghang, fue un gremio de mercaderes chinos o hongs que ostentó el monopolio de importaciones y exportaciones de Cantón (actual Guangzhou) durante la dinastía Qing (1644--1911). Durante los cien años previos a 1842 (fecha del fin de la primera guerra del Opio), las relaciones comerciales entre China y Europa se desarrollaron exclusivamente con el Cohong. El monopolio del Cohong existía de facto desde finales del reinado del emperador Kangxi (1661-1722), pero fue formalizado por medio de un edicto imperial del emperador Qianlong (1735-1799) en 1760. Los mercaderes chinos que conformaban el Cohong eran conocidos como loshangshang (行商) y sus homólogos extranjeros como yanghang (literalmente "comerciantes extranjeros").

## Creación y estructura
Según John Phipps, autor en el siglo XIX del libro Tratado Práctico sobre el comercio con China y Oriente, el mercader chino Poankeequa (潘启官): 85  fundó el gremio en la década de 1790s, aunque el historiador chino Immanuel C.Y. Hsu cita una fecha muy anterior: 1720.
El Cohong fue formalizado en 1760 durante la creación del Sistema de Cantón. En 1757 Qianlong había decidido prohibir el comercio con europeos en todos los puertos de China salvo el puerto de Cantón. La casa de contratación local, la Casa de Comercio del Océano, fue reformada y todos los comerciantes chinos que trataran con europeos estaban forzadas a responder ante ella tanto por aranceles e impuestos que los europeos debían abonar, como en asuntos de litigación civil. A fin de regular mejor el restrictivo comercio con Europa, Qianlong decidió forzar a los hong que controlaban el comercio con Europa desde los años 1720 a crear un gremio o corporación, el Cohong, a través de la cual el gobierno podía ejercer un estricto control y regulación del comercio con occidente. El Cohong obtuvo así un monopolio comercial, en virtud al cual se prohibía a europeos y otros mercaderes chinos de comerciar entre ellos sin la intermediación de un miembro del Cohong. El Cohong también controlaba el comercio entre China y Siam, y la distribución de productos comerciales en el Mar de la China Meridional.
| 1757 | 26  | 1791 | 5~6 | 1811 | 10~12 | 1831 | 10 |
| 1759 | >20 | 1792 | 12  | 1813 | 10~13 | 1832 | 10 |
| 1760 | 9   | 1794 | 10  | 1815 | 10    | 1833 | 10 |
| 1765 | 10  | 1795 | 10  | 1822 | 11    | 1834 | 10 |
| 1776 | 8   | 1796 | 10  | 1823 | 11    | 1835 | 10 |
| 1777 | 8   | 1798 | 8   | 1824 | 10    | 1836 | 11 |
| 1778 | 8   | 1799 | 8   | 1825 | 10    | 1837 | 13 |
| 1779 | 8   | 1800 | 8   | 1826 | 10    | 1838 | 11 |
| 1781 | 4   | 1801 | 8   | 1827 | 9     | 1839 | 10 |
| 1782 | 9   | 1807 | 12  | 1828 | 7     |      |    |
| 1786 | 20  | 1808 | 9   | 1829 | 7     |      |    |
| 1790 | 5   | 1810 | 10  | 1830 | 10    |      |    |

Una vez establecido, el Cohong comprendía a todos los clanes comerciales chinos (hong) autorizados a tratar con extranjeros en Cantón. El número de miembros del Cohong varió a lo largo del tiempo entre 5 y and 26 clanes comerciales.

## Comercio con Occidente
ver: Sistema de Cantón
Dentro de la ciudad de Cantón (Guangzhou, 广州) el Cohong obtuvo el monopolio del comercio exterior de China, supervisando el intercambio de bienes del Imperio Qing por plata que los europeos importaban sobre todo de América. Los gremios o clanes miembros del Cohong representaban el principal nexo de unión entre el gobierno imperial de la dinastía Qing y el resto del mundo. Como Cantón era el único puerto oficial donde los europeos tenían permitido comerciar con China, el Cohong disfrutaba de facto del monopolio de comercio con Occidente, y como tal se benefició grandemente de la insaciable demanda de los occidentales por bienes chinos como la porcelana, la seda y, sobre todo, el té.
En virtud del sistema de Cantón, el Cohong era el dueño del distrito de las trece factorías de Cantón, donde originariamente habían tenido sus propias oficinas comerciales y almacenes. Como los europeos tenían prohibido adquirir propiedades en China, el Cohong empezó a alquilar sus oficinas a los occidentales, que las convirtieron en factorías comerciales donde residían durante la temporada de comercio de Cantón (otoño e invierno). El Cohong era el responsable legal del buen comportamiento de los occidentales, así como los garantes de todos los impuestos y aranceles que estos debían abonar.
El efecto de la fundación del Cohong fue dual. Por un lado, el monopolio comercial del Cohong les permitía fijar los precios de todos los productos de importación. Esto causó disputas con la Compañía Británica de las Indias Orientales y otros monopolios europeos, que acusaban al Cohong de asfixiar el mercado. Por otro lado, el Cohong pudo establecer una red de distribución fiable y eficaz; mientras que antes de su fundación era frecuente que los barcos europeos tuvieran que más de un año para poder recibir todo su cargamento, el Cohong agilizó el proceso de distribución. También facilitó el contacto (indirecto) entre los centros de producción de té, porcelana y seda de China con occidente, estabilizando la demanda de estos productos y garantizando que siempre habría un mercado para sus productos, pese a que el Cohong fijaba de facto los precios de compra de los mismos. Todo esto redundó a su vez en un flujo constante y seguro de ingresos para el gobierno chino, que recaudaba numerosos impuestos y aranceles al tiempo que controlaba firmemente todo el comercio con occidente.
El Cohong estaba supervisado por un funcionario chino al que los británicos llamaban el Hoppo (una deformación de la pronunciación del término hu bu, 户部, que significa "agencia tributaria" – paradójicamente, el hoppo no pertenecía a esa agencia). El Hoppo solo trataba con occidentales por intermediación del Cohong, pero era el único funcionario chino con el que los europeos tenían trato habitual. Los occidentales tenían prohibido relacionarse con otros funcionarios de Cantón, como el Virrey de Liangguang o el gobernador de la provincia de Cantón.
Al concentrar el comercio exterior de China en sus manos, los miembros del Cohong se hicieron fabulosamente ricos. El hong Howqua (1769-1843) era por ejemplo el hombre más rico del mundo en el momento de su muerte, con una fortuna de más de 8.000 millones de dólares. Pese a esto, el Cohong solía estar en una posición precaria, pues el Hoppo tenía un enorme poder sobre la selección de miembros del Cohong (a los que podía expulsar del monopolio) como sobre sus finanzas. Además, debido al bajo estatus que los mercaderes tenían en la sociedad tradicional confuciana, el Cohong estaba generalmente a merced de los burócratas imperiales. El mandato de un Hoppo duraba tres años, durante los cuales los mercaderes del Cohong se veían obligados a abonar numerosos sobornos, donativos, dádivas y regalos a todos sus superiores, lo que resultaba en una caída de sus beneficios. Robert Morrison, un misionero y traductor afincado en Cantón a principios del siglo XIX, estimaba que los comerciantes del Cohong gastaban anualmente 425.000 taeles de plata en regalos y sobornos a los funcionarios chinos (unos 20 millones de dólares en la actualidad). También estaban sometidos a fuertes presiones por parte de los comerciantes europeos, que a menudo operaban en cártel para negociar precios con el Cohong. Todo esto afectaba a los beneficios y a la posibilidad de los hong de sobrevivir como miembros del Cohong. De hecho, las bancarrotas eran muy frecuentes, así como los intentos de salir del Cohong, que a menudo el hoppo vetaba.

## FondoConsoo
El Cohong controlaba el Fondo Consoo (公所, gōngsuǒ) (en realidad, Consoo era de las oficinas del Cohong el distrito de las factorías de Cantón en las que se radicó el fondo). El Consoo era un sistema establecido en 1781 como fondo de garantías. Estaba constituido con el dinero generado por contribuciones (公所费, gōngsuǒfèi) de los hong. Las contribuciones estaban fijadas con base en las transacciones de los hong del monopolio. El Consoo se estableció para cubrir las deudas de cualquier hong que entrara en bancarrota, y para pagar varias exacciones exigidas por el gobierno y el Hoppo. En principio, el fondo recaudaba dinero por el 3% de los bienes intercambiados. Al principio este impuesto se recaudaba solo sobre el té, pero para finales del siglo XVIII comprendía 69 productos distintos. El Consoo tenía el efecto de evitar que cualquier bancarrota comercial afectara al comercio con occidente: si un hong que había negociado un contrato de exportación se declaraba en bancarrota, el fondo se usaba para cubrir las deudas y garantizar que el contrato se cubría. Esto no estaba diseñado para beneficiar a los europeos, sino para garantizar que los ingresos fiscales del gobierno imperial no se vieran afectados por las bancarrotas individuales.

## Comercio del Opio
Debido a la gran necesidad de plata necesaria para el comercio entre Europa y el Imperio Chino, y a los desequilibrios de la balanza de pagos a favor de China, el Imperio Británico empezó a traficar con opio en China. De facto, los británicos empezaron a usar opio que cultivaban en sus posesiones de la India como un producto valioso que intercambiar por los productos que deseaban en China. Esto alteró el flujo neto de plata en China: de pasar a importar plata a cambio de té o seda, China pasó a exportarla a cambio de opio. El Cohong fue una parte fundamental de este proceso, puesto que aunque el opio estaba prohibido en China desde 1729, el Cohong participó activamente en su narcotráfico y organizaba el estraperlo. Pese a las prohibiciones explícitas de los edictos de Daoguang, en la ciudad de Cantón, donde el comercio occidentale representaba en pilar central de su economía, los edictos imperiales y los numerosos intentos de prohibir el opio eran constantemente ignorados.
El Cohong operaba una red de estraperlo de opio centrada en la isla de Lintin, una pequeña isla frente a Cantón donde los europeos debían atracar sus barcos. Usando una serie de pequeñas embarcaciones conocidas como cangrejos rápidos o dragones cambiantes, el Cohong transportaba el opio desde Lintin a sus almacenes de Cantón. Estos barcos eran necesarios para evitar las inspecciones de los aduaneros chinos. Una vez en Cantón, el opio era procesado y enviado al resto de China por el Cohong. El Cohong era por tanto un elemento fundamental de la red de narcotráfico orquestada por los británicos. Aunque no participaban ni en su cultivo ni importación a China, ni en su distribución posterior por el interior del país, ocupaban un papel central al facilitar su entrada en el país.

## Fin del Cohong
Tras la victoria británica en la primera guerra del Opio (1839-1842), el Tratado de Nankín, firmado en 1842, abolió el monopolio del Cohong. Pese a su connivencia con el narcotráfico, el Cohong era visto como un elemento proteccionista. Usando su monopolio comercial, el Cohong fijaba los precios de venta de todos los productos de exportación chinos, lo que atentaba contra el libre comercio defendido por los británicos. Los clanes hong se reconvirtieron en compañías comerciales, algunas de las cuales pasaron a operar en Hong Kong, que acababa de ser traspasada a los británicos.